# Пирожак Казимир Іванович
Казимир Іванович Пирожак (24 вересня 1929, село Грабівка, тепер Підкарпатського воєводства, Польща — 2009, місто Львів) — український радянський діяч, секретар Львівського обласного комітету КПУ, ректор Львівського торговельно-економічного інституту. Кандидат економічних наук, доцент.

## Біографія
Народився в селянській родині. У 1945 році разом з батьками переселений до села Мокротин Жовківського району Львівської області.
У 1948 році закінчив Львівський технікум радянської торгівлі.
З 1948 року працював у споживчій кооперації Львівської області.
Член КПРС.
У 1956 році закінчив трирічну Львівську партійну школу.
З 1956 року — інструктор відділу пропаганди і агітації Львівського обласного комітету КПУ.
У 1960 році закінчив заочну Вищу партійну школу при ЦК КПРС.
У 1960—1962 роках — завідувач Будинку політичної освіти Львівського обласного і міського комітетів КПУ.
У 1962—1964 роках — інструктор відділу пропаганди і агітації ЦК КПУ.
У 1967 році закінчив Академію суспільних наук при ЦК КПРС і захистив кандидатську дисертацію на тему «Розширення сфери кредитних відношень і підвищення їх ролі в економічному стимулюванні промислового виробництва».
З 1967 по 5 вересня 1969 року — завідувач відділу пропаганди і агітації Львівського обласного комітету КПУ.
5 вересня 1969 — 16 лютого 1974 року — секретар Львівського обласного комітету КПУ з питань ідеології.
23 лютого 1974 — 15 січня 1993 року — ректор Львівського торговельно-економічного інституту. Одночасно, 14 квітня 1982 — 18 травня 1994 року — завідувач кафедри економічної теорії Львівського торговельно-економічного інституту.
З 1995 року — доцент кафедри історії та політології Львівської комерційної академії.
Наукові зацікавлення: політична економія, регіональна економіка, конституційне право. Автор 12 наукових публікацій та 6 навчально-методичних розробок. Серед них:
- Підвищення продуктивності праці — докорінне економічне завершення. — Київ: Політвидав, 1973;
- Управління закріплення молоді в споживчій кооперації — Київ: Урожай, 1985.

Потім — на пенсії в місті Львові.

## Нагороди
- ордени
- медалі